# The Office
The Office é um mocumentário sitcom criado por Ricky Gervais e Stephen Merchant, primeiro feito no Reino Unido, depois na Alemanha e posteriormente nos Estados Unidos. Desde então, foi refeito em nove outros países.
A série original de The Office também estrelou Gervais como o chefe e personagem principal da série. As duas temporadas foram transmitidas pela BBC Two em 2001 e 2002, totalizando doze episódios, com dois episódios especiais em 2003, e um extra curto espetacular dez anos depois. Uma versão alemã intitulada Stromberg teve 46 episódios ao longo de cinco temporadas, começando em 2004, e o filme seguinte Stromberg — Der Film foi lançado nos cinemas alemães em 2014.
A versão mais longa da série, a adaptação americana, durou nove temporadas na NBC de 2005 a 2013 para um total de 201 episódios. A audiência geral total está na casa das centenas de milhões em todo o mundo. De acordo com a Nielsen Ratings em abril de 2019, a versão americana de The Office foi o programa n.º 1 em transmissão da Netflix nos Estados Unidos. Episódios estendidos da adaptação americana foram adicionados à plataforma de streaming Peacock, além de erros de gravação e extras. A versão dos EUA apresenta uma infinidade de frases de efeito, notavelmente, "That's what she said!".

## Homólogos
- A configuração da versão alemã é mais distinta da original do que na maioria das outras versões. Os personagens apresentados são contrapartes grosseiras em termos de seu papel na série. Eles geralmente têm descrições de trabalho diferentes e, em alguns casos, podem nem trabalhar para a empresa. Isso se deve principalmente ao fato de que, ao contrário dos outros derivados, Stromberg não foi uma adaptação oficial da série original, mas apenas inspirada por ela.
- Uma versão em russo para o Channel One Russia com uma execução inicial de 24 episódios foi anunciada em 2008, mas nunca foi produzida.[3]

|                                            | Língua inglesa | Língua inglesa | Língua alemã | Lingua francesa                       | Lingua francesa                            | Língua espanhola                                                           | Língua hebraica                                                                    | Língua sueca | Língua tcheca                                   | Lingua finlandesa                       | Língua hindi                                                                                            | Língua polonesa                                                                                                  |
| Reino Unido                                | Estados Unidos | Alemanha | França | Canadá                                | Chile                                      | Israel                                                                     | Suécia                                                                             | República Checa | Finlândia                                       | Índia                                   | Polónia                                                                                                 | |
| ------------------------------------------ | --- | --- | --- | ------------------------------------- | ------------------------------------------ | -------------------------------------------------------------------------- | ---------------------------------------------------------------------------------- | --- | ----------------------------------------------- | --------------------------------------- | --- | --- |
| Nome                                       | The Office | The Office | Stromberg | Le Bureau ("The Office")              | La Job ("The Job")                         | La ofis ("The Office")                                                     | HaMisrad (המשרד, "The Office")                                                     | Kontoret ("The Office") | Kancl ("The Office")                            | Konttori ("The Office")                 | The Office                                                                                              | The Office PL |
| Empresa                                    | Wernham Hogg | Dunder Mifflin | Capitol-Versicherung AG | Cogirep                               | Les Papiers Jennings                       | Papeles Lozano                                                             | פייפר אופיס (Piper Office)                                                         | Svensk kontorshygien AB | Papír a print                                   | Leskisen paperi                         | Wilkins Chawla                                                                                          | Kropliczanka |
| Negócio                                    | Papel | Papel e material de escritório | Seguro | Papel                                 | Papel                                      | Papel                                                                      | Material de escritório                                                             | Higiene do escritório | Papel                                           | Papel                                   | Papel                                                                                                   | Água mineral |
| Localização                                | Slough | Scranton | Colônia | Villepinte                            | Côte-de-Liesse                             | Santiago Centro                                                            | Yehud                                                                              | Upplands-Väsby | Brno                                            | Riihimäki                               | Faridabade                                                                                              | Siedlce |
| Gerente Regional                           | David Brent (Ricky Gervais) | Michael Scott (Steve Carell) Andy Bernard (Ed Helms) | Bernd Stromberg (Christoph Maria Herbst) | Gilles Triquet (François Berléand)    | David Gervais (Antoine Vézina)             | Manuel Cerda (Luis Gnecco)                                                 | Avi Meshulam (Dvir Benedek)                                                        | Ove Sundberg (Henrik Dorsin) | Marek Chvála (Václav Kopta)                     | Pentti Markkanen (Sami Hedberg)         | Jagdeep Chadda (Mukul Chadda)                                                                           | Michał Holc (Piotr Polak) presidente Patrycja (Vanessa Aleksander) vice-presidente                               |
| Representante de vendas sênior             | Tim Canterbury (Martin Freeman) | Jim Halpert (John Krasinski) | Ulf Steinke (Oliver Wnuk) | Paul Delorme (Jérémie Elkaïm)         | Louis Tremblay (Sébastien Huberdeau)       | Diego Ramírez (Pablo Cazals)                                               | Yossi (Eldad Fribas)                                                               | Erik Lundkvist (Kim Sulocki) | Tomáš Trojan (Michal Dalecký)                   | Timo (Pyry Äikää)                       | Amit Sharma (Sayandeep Sengupta)                                                                        | Franek (Mikołaj Matczak) novo especialista em marketing                                                          |
| Assistente do Gerente Regional             | Gareth Keenan (Mackenzie Crook) | Dwight Schrute (Rainn Wilson) | Berthold "Ernie" Heisterkamp (Bjarne Mädel) | Joel Liotard (Benoît Carré)           | Sam Bisaillon (Paul Ahmarani)              | Cristián Müller (Mauricio Dell)                                            | Yariv Shauli (Maayan Blum)                                                         | Viking Ytterman (Björn Gustafsson) | Jáchym Kořen (Radim Novák)                      | Jaakko (Antti Heikkinen)                | T.P. Mishra (Gopal Datt)                                                                                | Darek (Adam Woronowicz) chefe do departamento de logística                                                       |
| Recepcionistas                             | Dawn Tinsley (Lucy Davis) | Pam Beesly (Jenna Fischer) Erin Hannon (Ellie Kemper) | Tanja Seifert (Diana Staehly) | Laetitia Kadiri (Anne-Laure Balbir)   | Anne Viens (Sophie Cadieux)                | Rocío Poblete (Nathalia Aragonese)                                         | Dana (Mali Levi)                                                                   | Therese Johansson (Sissela Benn) | Anna Kručinská (Sara Venclovská)                | Anna (Linda Wiklund)                    | Pammi (Samridhi Dewan)                                                                                  | Asia (Kornelia Strzelecka)                                                                                       |
| Temporários                                | Ricky Howard (Oliver Chris) | Ryan Howard (B. J. Novak) | Jonas Fischer (Max Mauff) | Felix Pradier (Xavier Robic)          | –                                          | Felipe Tomic (César Sepúlveda)                                             | Regev Steiner (Amir Wolf)                                                          | – | Ota Kačer (Jiří Hájek)                          | "OP" (K. Puura)                         | Sapan Gill (Abhinav Sharma)                                                                             | – |
| Supervisores Corporativos                  | Jennifer Taylor‑Clarke (Stirling Gallacher) | Jan Levinson (Melora Hardin) Gabe Lewis (Zach Woods) | Tatjana Berkel (Tatjana Alexander) | Juliette Lebrac (Astrid Bas)          | Emmanuelle Sirois-Keaton (Nathalie Coupal) | Jimena Ibarra (Liliana García)                                             | Yelena (Helena Yaralova)                                                           | Idun Falkenberg (Lisa Linnertorp) | Lenka Falešníková-Vondráčková (Pavla Vitázková) | Katariina (Vera Kiiskinen)              | Riya Pahwa (Gauahar Khan)                                                                               | – |
| Contadores                                 | Sheila (Jane Lucas) | Angela Martin (Angela Kinsey) | — | Daniel Gabarda (Frédéric Merlo)       | —                                          | Yanni (Jimena Nuñez) Teresita (Luz María Yacometti)                        | Karol (Roberto Pollak) Ababa "Avi" Sharon (Yossi Vassa)                            | Lennart Forsström (Rikard Ulvshammar) Anna Norén (Anna Åström) Margareta Wivallius (Ingbritt Hjälm)                                          | Petra (Barbora Sousa)                           | Maarit (Lotta Lindroos)                 | Anjali (Priyanka Setia)                                                                                 | Sebastian (Jan Sobolewski)                                                                                       |
| Contadores                                 | Oliver (Howard Saddler) | Oscar Martinez (Oscar Nunez) | — | Daniel Gabarda (Frédéric Merlo)       | —                                          | Yanni (Jimena Nuñez) Teresita (Luz María Yacometti)                        | Karol (Roberto Pollak) Ababa "Avi" Sharon (Yossi Vassa)                            | Lennart Forsström (Rikard Ulvshammar) Anna Norén (Anna Åström) Margareta Wivallius (Ingbritt Hjälm)                                          | Viktor (Tomáš Sýkora)                           | Farzin (Mazdak Nassir)                  | Rinchin (Chien Ho Liao)                                                                                 | Sebastian (Jan Sobolewski)                                                                                       |
| Contadores                                 | Keith Bishop (Ewen MacIntosh) | Kevin Malone (Brian Baumgartner) | — | Daniel Gabarda (Frédéric Merlo)       | —                                          | César (Alfredo Predefinição:Not a typo)                                    | Karol (Roberto Pollak) Ababa "Avi" Sharon (Yossi Vassa)                            | Lennart Forsström (Rikard Ulvshammar) Anna Norén (Anna Åström) Margareta Wivallius (Ingbritt Hjälm)                                          |                                                 | Teppo (Jan Nyquist)                     | Kutti (Gavin Methalaka)                                                                                 | Sebastian (Jan Sobolewski)                                                                                       |
| Representante de vendas itinerante         | Chris Finch (Ralph Ineson) | Todd Packer (David Koechner) | Theo Hölter (Andreas Schmidt) | Didier Leguelec (Jean-Pierre Loustau) | Rocky Larocque (Yves Amyot)                | Carlitos García (Sergio Piña)                                              | Shimi Guetta (Shai Avivi)                                                          | "Boozen" (Kristoffer Appelquist) | Jiří Nebeský (Rastislav Gajdoš)                 | –                                       | Prem Chopra (Ranvir Shorey)                                                                             | – |
| Noivo da recepcionista                     | Lee (Joel Beckett) | Roy Anderson (David Denman) | Roland (fora da câmera) | Ludovic Correia (Julien Favart)       | Luc (Martin Tremblay)                      | Marco                                                                      | Lavi (Alon Hamawi)                                                                 | Kenneth Gustavsson Peter Jansson | Libor (Dušan Vitázek)                           | Ripa (Leo Honkonen)                     | Parmeet (Kunal Pant)                                                                                    | – |
| namorada do representante de vendas sênior | Rachel (Stacey Roca) | Katy Moore (Amy Adams) Karen Filippelli (Rashida Jones) | Tanja Seifert (ver acima) | —                                     | Julie (Évelyne Rompré)                     | Catalina (María José Urúza)                                                | Shiri (Noa Wollman)                                                                | — |                                                 | —                                       | Loveleen (Anandita Pagnis)                                                                              | – |
| Outros colegas de escritório               | Jamie (Jamie Deeks) Ben (Ben Bradshaw) Emma (Emma Manton) Donna (Sally Bretton) Joan (Yvonne D’Alpra) Malcolm (Robin Hooper) Brenda (Julie Fernandez) Trudy (Rachel Isaac) | Stanley Hudson (Leslie David Baker) Phyllis Lapin-Vance (Phyllis Smith) Kelly Kapoor (Mindy Kaling) Toby Flenderson (Paul Lieberstein) Meredith Palmer (Kate Flannery) Creed Bratton (Creed Bratton) | Erika Burstedt (Martina Eitner-Acheampong) Jennifer Schirrmann (Milena Dreißig) Lars Lehnhoff (Laurens Walter) Nicole Rückert (Angelika Richter) Hans Schmelzer (Ralf Husmann) Sabine Buhrer (Maja Beckmann) | —                                     | —                                          | Trini (Karla Matta) Jesús (Marcelo Valdivieso) Benito Rojas Dante Espinoza | Yevgeni (Dima Ross) Leah (Ayelet Robinson) Riki (Hilla Sarjon) Abed (Jamil Khoury) | Britt-Marie Lind (Veronica Dahlström) Massoud Ghorbani (Hassan Brijany) Robin T. Larsson (David Druid) Örjan Almqvist (Christoffer Olofsson) |                                                 | Aune (Paula Siimes) Leyla (Ushma Olava) | Saleem (Sunil Jetly) Sarla Bansal (Preeti Kochar) Madhukar (Mayur Bansiwal) Kitty Kataria (Mallika Dua) | Bożena (Milena Lisiecka) Gośka (Monika Obara) Agnieszka (Monika Kulczyk) Levan (Marcin Pempuś) Łuki (Adam Bobik) |
| Encarregado do Armazém                     | Glynn "Taffy" (David Schaal) | Darryl Philbin (Craig Robinson) | — | —                                     | —                                          | —                                                                          | Sami (Yaniv Suissa)                                                                | Kenneth Gustavsson (Peter Jansson) | Roman (Martin Tlapák)                           | –                                       | Rajinder (Manpreet Singh)                                                                               | – |

Notas
1. 1 2  Do meio da 6.ª temporada até a conclusão da 8.ª temporada, Dunder Mifflin era uma subsidiária da Sabre - uma empresa de impressão. Durante esse tempo, Dunder Mifflin também vendeu impressoras Sabre e suprimentos de impressão.

## Prêmios e honras
Apenas os principais prêmios ganhados foram selecionados
- Versão do Reino Unido: Globos de Ouro de 2005 para Melhor Série de Televisão — Musical ou Comédia e Melhor Performance de Ator em Série de Televisão — Musical ou Comédia (Ricky Gervais); 2001, 2002 e 2003 British Academy Television Awards para Comédia de Situação e Melhor Performance de Comédia (Ricky Gervais)[4][5][6]
- Versão dos EUA: Globo de Ouro de 2006 de Melhor Performance de Ator em Série de Televisão — Musical ou Comédia (Steve Carell); Prêmio Emmy de 2006 para Melhor Série de Comédia; Prêmio Screen Actors Guild de 2007 para Melhor Performance de Elenco em Série de Comédia; Prêmio Emmy 2007 de Melhor Roteiro para Série de Comédia (Greg Daniels); 2009 Prêmio Emmy do Primetime de Melhor Direção de Série de Comédia (Jeffrey Blitz). Para outros prêmios e homenagens, consulte Lista de prêmios e indicações recebidos por The Office (Estados Unidos)
- Versão alemã: 2006 Prêmio Grimme de Ficção/Entretenimento — Série/Minissérie; Prêmio da TV Alemã de 2007 para Melhor Sitcom e Melhor Livro; Prêmio Alemão de Comédia de 2006, 2007, 2010 e 2012 de Melhor Ator em Série de Comédia (Christoph Maria Herbst)